# Eugenia Kolodziej
Eugenia Kolodziej (Buenos Aires, 23 de novembro de 1986) é uma atriz e modelo argentina.

## Carreira
Desde muito jovem Eugenia Kolodziej demonstrou seu amor pela atuação e pela música, o que a levou a estudar Teatro e Canto desde os 8 anos. Porém, ao terminar o ensino médio, decidiu seguir uma carreira mais convencional e estudou Marketing na Universidade de Buenos Aires.
Durante sua trajetória profissional, Eugênia atuou em diversas empresas e cargos de Marketing, mas sempre sentiu que faltava alguma coisa. Foi então que decidiu voltar à paixão pela atuação e começou a ter aulas de Improvisação e Atuação para Televisão na Escola de Atores Juan Carlos Corazza.
Em 2014, Eugenia decidiu deixar o emprego em Marketing para se dedicar integralmente à atuação. Nos anos seguintes, trabalhou em diversas produções teatrais, curtas-metragens e comerciais de televisão. Além disso, aproveitou todas as oportunidades para continuar a formação como atriz, participando de oficinas e cursos sobre diversos temas como Atuação para cinema e televisão, Dramaturgia e Gestão de projetos culturais.

## Trabalhos como modelo
- O corpo que aparece na capa do álbum La Ciudad Liberada (Fito Páez, 2017) é de Eugenia.[4]

### Trabalhos como Atriz
Teatro.
- El Ovillo de Daniel Taylor: un juego de misterio[5]
- Punta del etér[5]
- El amor es el fin del mundo - Sala 2[5]

#### Filmografia
Videoclipes
| Ano  | Videoclipe      | Álbum - Artista                | Papel     | Ref.  |
| ---- | --------------- | ------------------------------ | --------- | ----- |
| 2017 | Tu Vida Mi Vida | La Ciudad Liberada - Fito Páez | Ela mesma | [ 6 ] |
| 2023 | La Verónica     | EADDA9223 - Fito Páez          | Verónica  | [ 7 ] |

Filmes
| Ano  | Filme                  | Papel    | Ref.   |
| ---- | ---------------------- | -------- | ------ |
| 2018 | Camino Sinuoso         | Milena   | [ 8 ]  |
| 2019 | Bruto                  | Victoria |        |
| 2020 | O Mal Está Ao Seu Lado | Natasha  | [ 9 ]  |
| 2021 | El Orden de las Cosas  |          | [ 10 ] |